# القرو (المحويت)

تعديل مصدري - تعديل

القرو هي إحدى قرى عزلة العرقوب بمديرية المحويت التابعة لمحافظة المحويت، بلغ تعداد سكانها 543 نسمة حسب تعداد اليمن لعام 2004.